# Ayumi hamasaki concert tour 2000 A 第1幕
《ayumi hamasaki concert tour 2000 A 第1幕》（濱崎步 2000年 巡迴演唱會 A 第1幕）是日本歌手濱崎步於2000年間舉行的巡迴演唱會。。

## 說明
2000年濱崎步首次在日本全國巡演。本作VHS版本與DVD版本同時發行。
本作VHS版本在2000年9月13日發行與「ayumi hamasaki concert tour 2000 A 第2幕」VHS版本同時發行。
本作DVD版本在2000年9月27日第三張專輯「Duty」和第十七張單曲「SURREAL」，另作DVD版本「ayumi hamasaki concert tour 2000 A 第2幕」同時發行。
日本Oricon公信榜DVD榜，剛進榜就獲得第1名，與「Duty」「SURREAL」同時進榜當獲得第1名，達成「3冠」的局面。這是日本Oricon公信榜史上第一次，一直到2006年由KAT-TUN獲得第2次的殊榮。
本作與第二幕皆屬於多角度功能的DVD。然而，與其他演唱會不同，這次演唱會是沒有幕後花絮。第二個角度展示了在演唱會上的巨型電視銀幕上的視覺效果。

## 曲目
1. Opening
2. WHATEVER
3. Fly high
4. Trauma
5. And Then
6. monochrome
7. immature
8. Trust

SHOW TIME
1. Depend on you
2. TO BE
3. too late
4. Boys & Girls

encore
1. vogue
2. SEASONS
3. Far away
4. Who...

## 外部連結
- 官方網站（页面存档备份，存于）